# Везиров, Камиль Сафарали оглы
Камиль Сафарали оглы Везиров (азерб. Kamil Səfərəli oğlu Vəzirov, 2 августа 1949 — 13 февраля 2018 год) — азербайджанский музыкант, гармонист. Народный артист Азербайджана (2008). Солист Азербайджанского государственного Театра песни (1974—2014).

## Биография
Камиль Сафарали оглы Везиров родился 2 августа 1949 года в Баку.
С 1964 по 1968 годы проходил обучение в музыкальной школе. С 1972 по 1977 годы обучался музыке на отделении инструментального исполнительства музыкальной школы им. Зейналлы. В дальнейшем обучался на культурно-просветительском факультете Института искусств имени Алиева.
По приглашению выдающегося певца, народного артиста СССР Рашида Бейбутова в 1974 году Камиль Везиров был принят солистом в Азербайджанский государственный Театр песни, где проработал до 2014 года. Вместе с коллективом он пропагандировал азербайджанское искусство во многих странах мира: Великобритании, Франции, России, Германии, Австрии, Швеции, Китае, Мексике, Непале, Пакистане, Индии, Швейцарии, Дании, Украине, Турции, Иране, Грузии. Выступления этого коллектива стали визитной карточкой культуры Азербайджана.
Прекрасный исполнитель Камиль Везиров неоднократно выступал на днях азербайджанской культуры, мероприятиях международного масштаба, организованных во многих зарубежных странах, в том числе на Всемирной выставке «Экспо-2000» в Ганновере.
Артист был участником многих масштабных мероприятий государственного уровня, юбилейных и памятных вечеров, проводимых в республике Азербайджан.
В 2000 году за заслуги в области национальной музыкальной культуры Везиров был удостоен почетного звания Заслуженного артиста Азербайджанской Республики, а в 2008 году стал Народным артистом Азербайджана.
Проживал в городе Баку. Умер 13 февраля 2018 года. Похоронен на Ясамальском кладбище.
Был женат, воспитал троих сыновей и одну дочь.
Его брат также был музыкантом — заслуженный артист Азербайджанской Республики Адалят Везиров.

## Награды
- Народный артист Азербайджанской Республики — 2008,
- Заслуженный артист Азербайджанской Республики — 2000.